# Villorita cyprinoides
Villorita cyprinoides е вид мида от семейство Cyrenidae. Видът не е застрашен от изчезване.

## Разпространение и местообитание
Разпространен е в Индия (Андхра Прадеш, Карнатака и Керала).
Обитава крайбрежията на сладководни и полусолени басейни.

## Описание
Популацията на вида е стабилна.